# مهدي مخلوفي
مهدي مخلوفي هو لاعب كرة قدم جزائري في مركز الوسط، ولد في 14 أكتوبر 1978 في مدينة روبيه في فرنسا. لعب مع أوستينده وبيفيرين وسيركل بروج ونادي باو ونادي تورناي ونادي دونكيرك ونادي كورتريك ونادي ليل.